# VFTS 352
Désignations
VFTS 352 est une étoile binaire à contact composée de deux étoiles de type O, située dans la nébuleuse de la Tarentule dans le Grand Nuage de Magellan à 164 000 années-lumière (50 000 parsecs) de la Terre. C'est l'étoile binaire à contact la plus massive jamais observée. Elle a été découverte grâce au VLT de l'ESO, dans le cadre du Very Large Telescope Flames Tarentula Survey, et sa publication est parue le 13 octobre 2015. Elle est composée de deux étoiles d'environ 30 M☉ qui orbitent l'une autour de l'autre en un peu plus d'un jour, les étoiles étant si proches que leurs surfaces se touchent et sont séparées par un pont de matière.
Les deux étoiles qui composent le système sont très similaires. En effet, leur température est d'environ 41 000 K, un rayon de 7 fois celui du Soleil et une luminosité de 160 000 L☉ pour chacune.

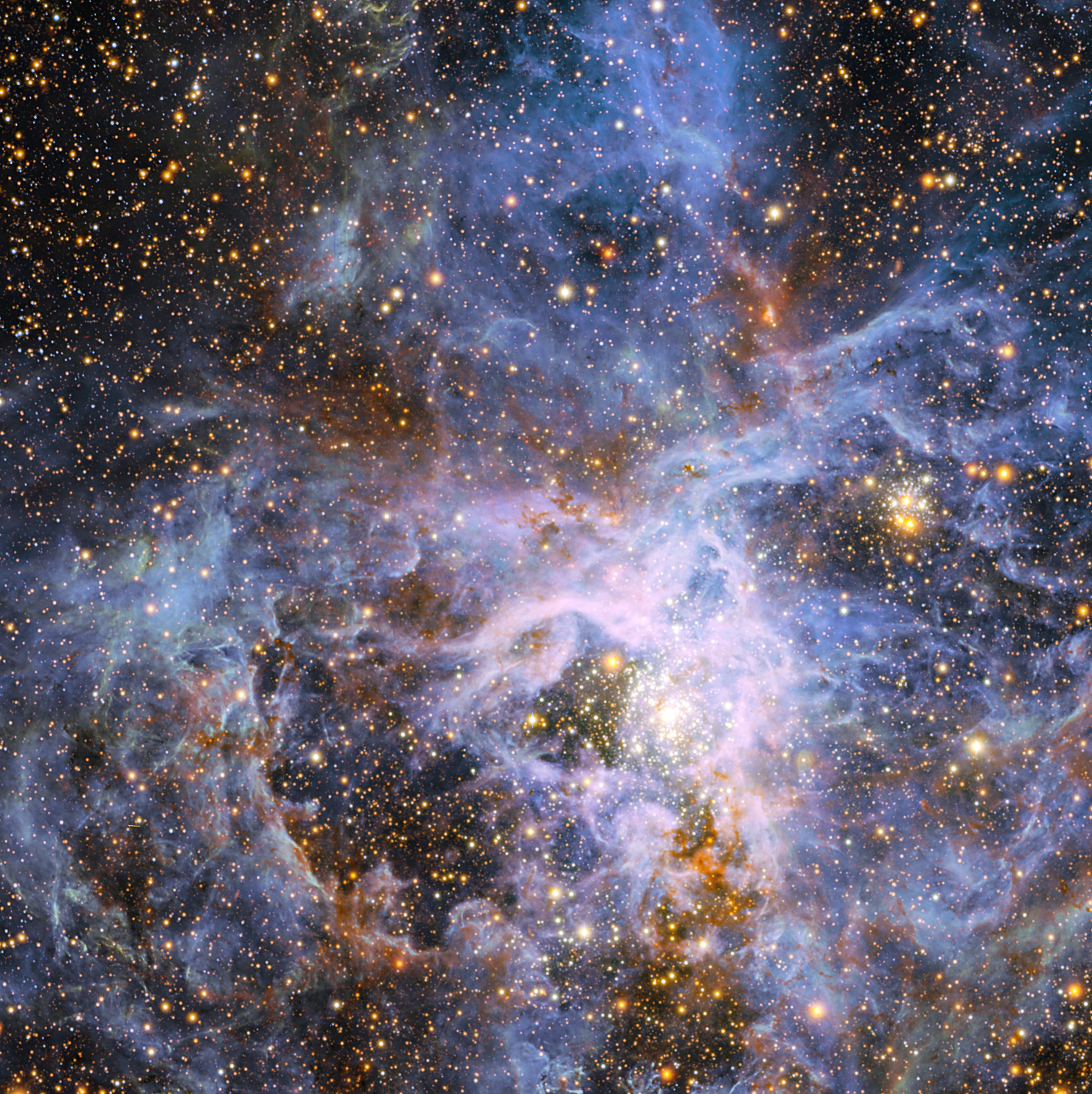
La Nébuleuse de la Tarentule dans le Grand Nuage de Magellan où se situe VFTS 352.

## Futur
L'avenir de VFTS 352 est incertain mais deux scénarios sont possibles : 
- Si les deux étoiles fusionnent, une étoile à rotation très rapide sera produite. Celle-ci risque de mourir en un sursaut gamma de longue durée.
- Dans un deuxième scénario, les étoiles exploseraient en supernova, formant ainsi un système de trous noirs binaires rapprochés[3].